# 年寄
年寄（としより）とは、公益財団法人日本相撲協会（以下「協会」）の構成役員である。

## 概要
現役を引退した元力士で構成されており、協会および大相撲の運営を行う人員の総称である（その他に協会運営に関わる元力士の役職としては若者頭、世話人など例外もあるが、それらは厳密には正規協会員ではなく嘱託職員である。なお、相撲部屋と個々に契約しているコーチやマネージャーは協会員ではない）。年寄になるには現役時代の成績や日本国籍の保有、協会の承認などの要件を満たす必要がある。定数は105（昭和17年（1942年）以降）で、在職中は取得した枠に付与された名称（年寄名跡）を名乗る。なお、一般的な年配者という意味とは関連性は無い。
通常は「親方」の敬称で呼ばれることが多い。ただし現代の大相撲界においては、「親方」の語は年寄のほか、立行司に対する敬称としても用いられる（立行司名の名跡である木村庄之助と式守伊之助は、かつては年寄名跡でもあったため）。

## 歴史

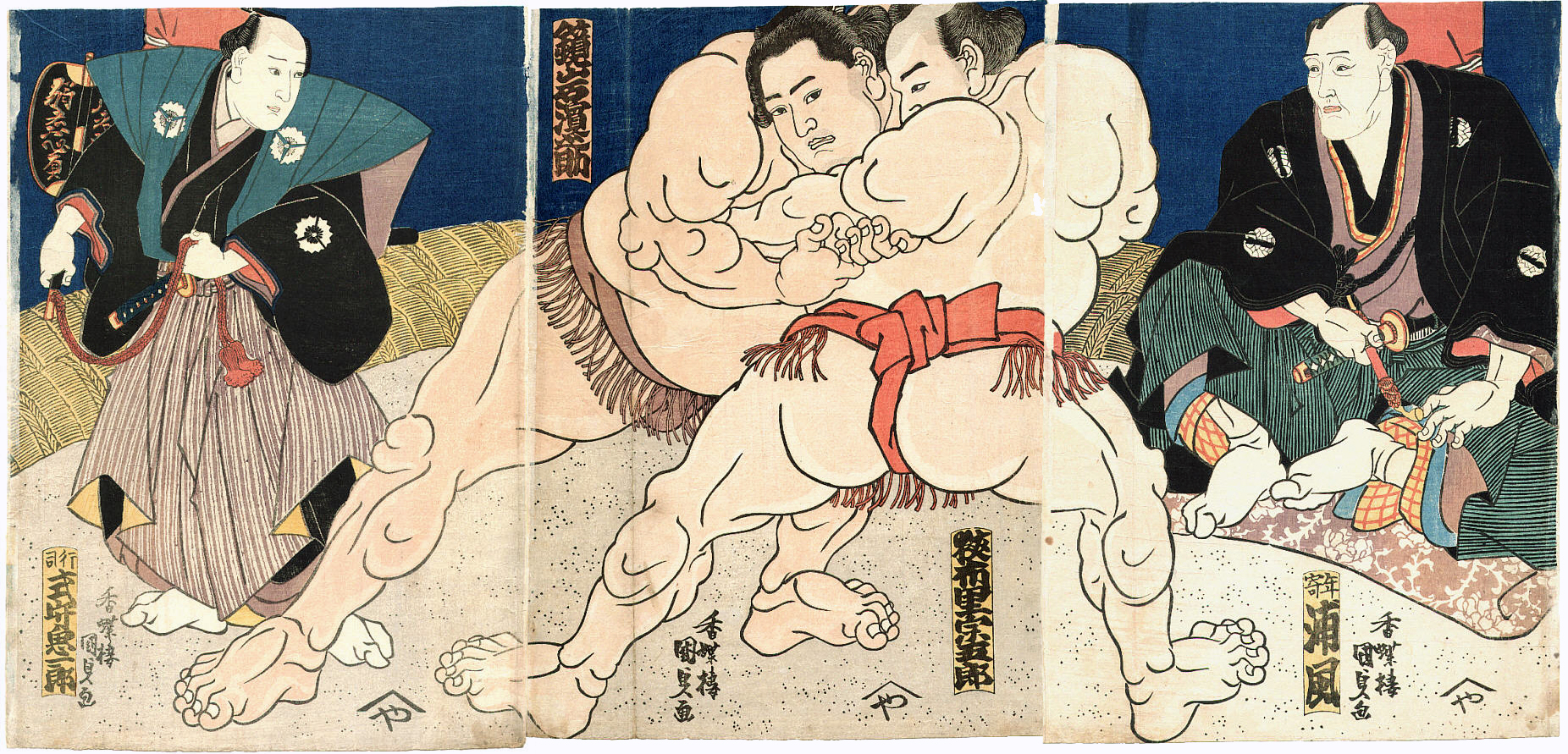
浮世絵に描かれた取り組み風景（右:年寄の浦風）

江戸時代初期には各地で相撲の興行集団が形成された。当初は浪人の集団や力士自身が勧進元となって興行が催されていたが、他の草相撲集団との諍いや暴力沙汰が絶えず、慶安や寛文年間には幕府によって相撲禁止令が出された。しかし相撲人気は衰えるどころかますます盛んになり、業を煮やした幕府は、江戸における相撲興行を寺社奉行の管轄下におくこととし、そのために相撲集団の責任の所在を強く求めた。
その結果、貞享元年（1684年）に雷権太夫をはじめとする株仲間（相撲浪人と称した力士経験者の一団）が相撲興行の秩序を維持することを前提に、幕府は深川八幡宮（現在の富岡八幡宮）境内での勧進相撲を許可することとなった。これが現在に続く大相撲の発祥である。
そのため、角力会所（当時の名称）は、その後の運営を自発的に行うために、力士経験者を年寄というかたちにして、株仲間の制度を適用して、ギルド的結合を維持することとなった。年寄襲名の条件は時代によって異なるが、この制度のために、現在まで、相撲協会は現役経験者によって運営される、職能団体としての性格をも持つようになっている。
江戸時代の年寄は役員として筆頭、筆脇、中改に分かれ、さらに興行権を持つ歩持（ぶもち）と平年寄に分かれていた。歩持は会所に加入金を納め、興行を開催する権利を有していた。平年寄は加入金を納める必要はなかったが、出世の道は閉ざされていた。
興行は2人の歩持が受け持った。興行に伴う収益の分配金は莫大な金額になり、勧進元の遊びっぷりは江戸の豪商顔負けであったという。そして役員の権力が増大していき、シャモ帳と呼ばれる会所の大福帳を閲覧できるのは幹部のみ。そのため会計はドンブリ勘定になり、数えるのが面倒だという理由で収益は枡で計って配分されていた。
このような幹部の横暴に対して明治時代になると会所内部から不満が爆発し、機構改革が図られる。会所の権力を握っていた筆頭、筆脇の制度が廃止され、明治19年には角力会所が角力協会と名称変更される。筆頭は取締、筆脇は副取締、中改は勝負検査役と改称。差別的な平年寄の待遇も改善され、全ての年寄が歩持になった。役員も全年寄の選挙によって選ばれるようになった。
ただし、不況時の歩持は興行の赤字を身銭を切って負担しなければならない厳しい一面もあった（逆割りという）。昭和32年に歩方と呼ばれる月給制度が取り入れられ、年寄の生活がやっと安定するようになった。
1961年（昭和36年）1月1日より、年寄の65歳定年制が導入された。
1976年（昭和51年）9月3日の理事会において、年寄襲名資格に「日本国籍を有する者」が追加された。当時高見山大五郎が外国出身力士として初めて幕内に在位していたことを受けたものであり、以降高見山を含め、年寄として引き続き協会に在籍する力士は日本国籍を取得している。
2014年（平成26年）11月16日より、定年を迎えて退職した年寄の再雇用制度が導入された。希望者は再雇用が認められれば最長で5年間年寄名跡を保有したまま参与の立場で協会に残ることができるが、給与は主任と同額になる。また、部屋持ち親方や協会の理事・副理事になる（続ける）こともできない。地方場所には帯同せず、東京場所の時だけ後進の指導に当たることになる。雇用形態は嘱託職員という扱いである。適用初例は16代楯山である（同年12月6日付で適用）。

## 年寄の職務
年寄は協会と人材育成業務の委託契約を結んでいる。現在では、親方にとって最も重視される仕事は部屋に所属する力士に対する指導・監督とされる。技術面の指導はもちろん、若い力士が部屋で集団生活を送るという相撲界の慣習から、精神面の指導や、さらにはちゃんこ番や付き人といった部屋内での力士の雑務についても親方が責任を負う。また部屋持ち親方の場合はスカウト活動にも余念がなく、全国の高校や大学を訪れたり入門希望者の面接なども親方として必要になってくる。部屋の経営に必要な資金は、協会から補助金が出るものの基本的には部屋持ち親方の持ち出しであり、活躍する力士を多く輩出することで有力な後援者を求めることも必要となる。
また全ての親方は協会の構成員として、理事長から指示された職務分掌に従い協会内の各部署の職務に当たる。勝負審判や巡業地の宿の手配や土俵造り、木戸口での入場券のもぎりを含む館内警備、協会の事務まで多岐にわたる。毎年1月場所終了後に定期の職務分掌異動があり（西暦偶数年は役員改選も行われる）、その他欠員・増員が生じた際は随時異動が命じられる。
役員待遇委員の場合、階級としては委員の一形態ではあるが理事会にも出席する立場でもある。
ただ、部屋付き親方には部屋に出入りせず本場所や部屋の激励会でしか部屋関係者が姿を見ない者もおり、中には普段何の職務を行っているか定かではない親方もいる。

## 年寄の職責・報酬
日本相撲協会の構成役員である年寄の職責には、理事長、理事、副理事、役員待遇委員、委員、主任、委員待遇年寄、平年寄、参与がある。番付表では東西の最下段の序ノ口のそれぞれ左側に書かれ、理事長の名前が最も大きく書かれ、役職が下になるほど小さな文字で書かれ、また役員待遇委員は「役員待遇」、平年寄は「年寄」と書かれ、委員待遇年寄は平年寄（「年寄」）との区別なく書かれる。理事長から委員の途中までは東方の序ノ口の左側に、残りの委員から参与までは西方の序ノ口の左側に書かれるのが原則である。ただし審判委員は他の年寄とは別に中軸の行司の下に書かれる。また、かつて存在したが現在は廃止された職責としては、理事の更に上に置かれていた取締（1968年3月廃止）と、平年寄の下に置かれていた準年寄（2006年12月廃止）がある。
年寄の報酬には、月例給、賞与のほかに、勤続年数に応じた勤続手当、年3回支給される場所手当、協会在勤者への在勤手当、羽織・袴で勝負審判を務める者への衣装補助費、年寄名跡の取得補償として名跡金などが支給される。
また部屋持ち親方には、力士1人当たり1場所ごとに部屋維持費と稽古場経費、幕下以下の力士への力士養成費、関取を育てあげた養成奨励金などが支給される。2017年5月13日発行の書籍によると、相撲部屋維持費が力士1人当たり1場所11万5000円、稽古場経費が力士1人当たり1場所5万5000円、養成員養成費が幕下以下の力士1人当たり1か月7万円支給される。
役員待遇委員の者の給与等は、理事又は監事と同等額と定めている。相当数を占める委員の年収は、1,500万円から1,600万円と推定される。かつての準年寄の年収は地方場所における宿泊費や養老金（退職金）の計算基準などで平年寄との差異が設けられていたが給与や在勤手当は平年寄と同額であった。
2006年6月に押尾川親方（大関大麒麟將能）が定年まで1年残して早期退職をしたとき、「もったいない」との記事が全国版新聞に掲載された。

### 年収の内訳
（単位：円）
| 項 目    | 理 事      | 副理事・監事 | 委 員      | 主任・参与 | 平年寄     |
| -------- | ---------- | ------------ | ---------- | ---------- | ---------- |
| 月額給与 | 1,405,000  | 1,232,000    | 1,001,000  | 849,000    | 784,000    |
| 勤続手当 | 5,000      | 5,000        | 5,000      | 5,000      | 5,000      |
| 年額給与 | 16,920,000 | 14,844,000   | 12,072,000 | 10,248,000 | 9,468,000  |
| 年額賞与 | 2,810,000  | 2,464,000    | 2,002,000  | 1,698,000  | 1,568,000  |
| 場所手当 | 600,000    | 600,000      | 600,000    | 600,000    | 600,000    |
| 名 跡 金 | 600,000    | 600,000      | 600,000    | 600,000    | 600,000    |
| 年収合計 | 20,930,000 | 18,508,000   | 15,274,000 | 13,146,000 | 12,236,000 |
| 在勤手当 | 600,000    | 480,000      | 180,000    | 180,000    | 180,000    |
| 審判手当 | 300,000    | 300,000      | 300,000    | 300,000    | 300,000    |

- 勤続手当（月額）
  - 勤続6年以上11年未満の者：5,000円
  - 勤続11年以上16年未満の者：8,000円
  - 勤続16年以上21年未満の者：11,000円
  - 勤続21年以上26年未満の者：14,000円
  - 勤続26年以上31年未満の者：17,000円
  - 勤続31年以上の者：20,000円
- 場所手当
1月場所、5月場所,9月場所の年3回、各200,000円、年額600,000円
- 名跡金
年寄名跡の取得補償として月額50,000円、年額600,000円
- 在勤手当
協会在勤者のみに支給、月額15,000〜50,000円、年額180,000〜600,000円
- 審判手当
審判委員のみに衣装補助費の名目で支給、各場所50,000円、年額300,000円